# João 8

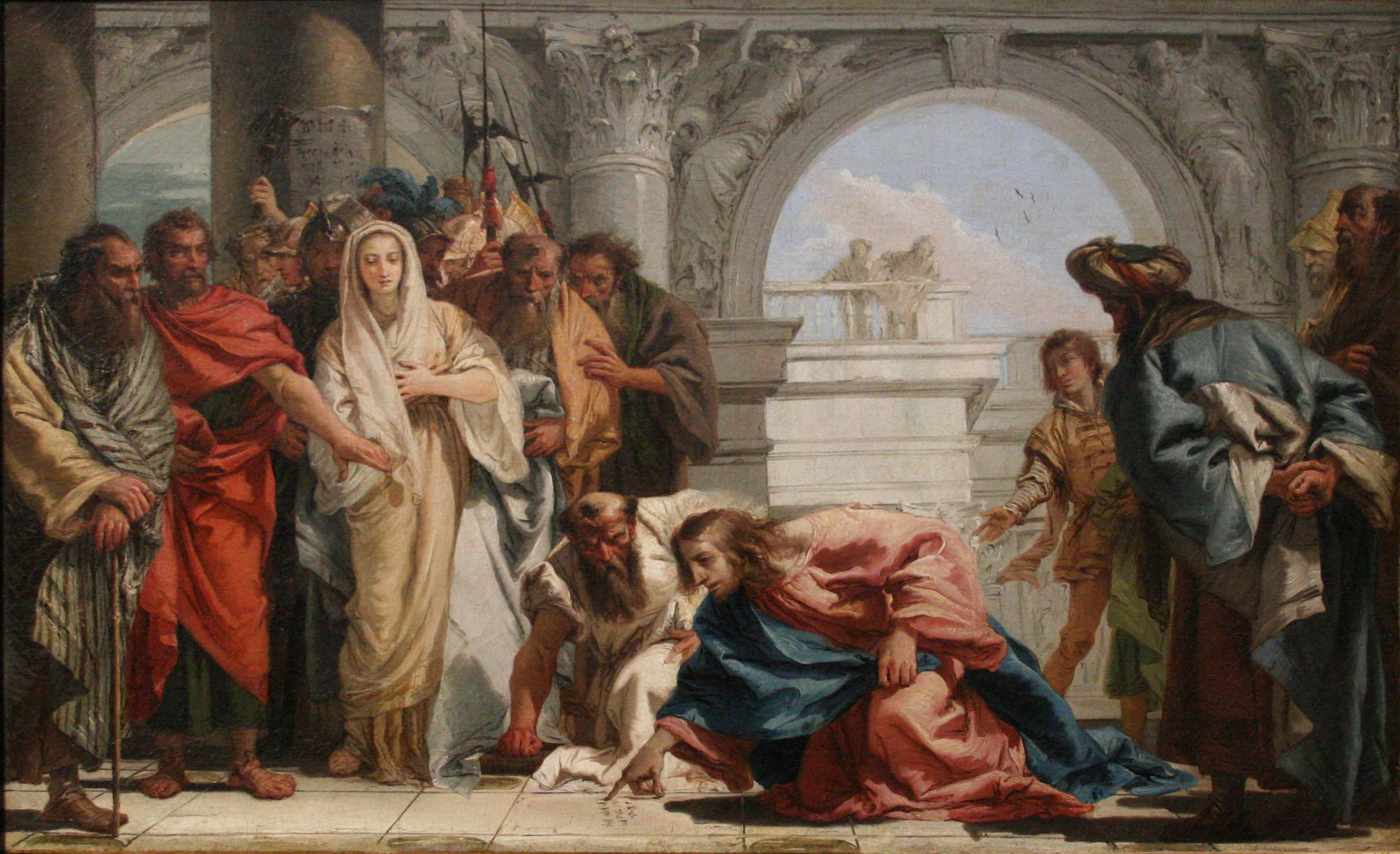
Cristo e a Adúltera.
Entre 1750 e 1753. Por Tiepolo, atualmente no Museu de Belas Artes de Marselha, na França.

João 8 é o oitavo capítulo do Evangelho de João no Novo Testamento da Bíblia. Ele continua o relato do debate de Jesus com os fariseus na Festa dos Tabernáculos iniciado no capítulo anterior. O versículo 32 é famoso pela frase "Conhecereis a verdade, e a verdade vos libertará" (em latim: Veritas vos liberabit). Nos versículos 56 a 58, Jesus afirma ter pre-existido (ou, de acordo com os não-trinitários, ter sido pré-ordenado) antes de Abraão ("Em verdade, em verdade vos digo: Antes que Abraão fosse feito, Eu Sou").

## Perícopa da Adúltera
Disputa-se a autenticidade da passagem entre João 7:53 e João 8:11. Quase todas as traduções da Bíblia para o português trazem notas afirmando que ela não consta nos manuscritos mais confiáveis e antigos de João, o que sugere ser improvável que o trecho todo tenha sido parte do texto original. Até recentemente acreditava-se que nenhum dos Padres gregos tenha comentado sobre a passagem antes do século XII, mas, em 1941, uma grande coleção de textos de Dídimo, o Cego (c. 313—398), foi encontrada no Egito, incluindo uma referência à "pericope adulterae" como sendo parte de "diversas cópias". Atualmente o consenso afirma que a passagem já estava presente neste ponto do Evangelho de João em alguns manuscritos gregos conhecidos em Alexandria e em outros lugares já a partir do século IV. Como suporte a esta tese, o Codex Vaticanus (séc. IV), que foi escrito no Egito, marca o final de João 7 com um "umlaut", indicando que um texto diferente estava ali inserido.
Jerônimo relata que a "perícopa da adúltera" estava também presente em "muitos manuscritos gregos e latinos" em Roma e no ocidente latino no final do século IV, uma tese confirmada por alguns dos Padres latinos dos séculos IV e V, incluindo Ambrósio e Agostinho. Este afirmou que a passagem pode ter sido incorretamente excluída de alguns manuscritos para evitar a impressão de que Cristo teria sancionado o adultério:
| “ | "Algumas pessoas de pouca fé ou inimigos da verdadeira fé, suponho, temendo que suas esposas saiam impunes de seus pecados, removeram de seus manuscritos o ato de perdão do Senhor para com a adúltera como se Ele, que disse "não peque mais", lhe tenha dado permissão para pecar. | ” |
|   | — Santo Agostinho, De Adulterinis Conjugiis 2:6–7. |   |

Papias (c. 125) faz referência a uma história de Jesus e uma mulher "acusada de muitos pecados" como tendo feito parte do Evangelho dos Hebreus, o que pode ser uma referência a esta passagem. Já na "Didascalia Apostolorum", um manuscrito siríaco do século III, há uma referência direta à perícopa, mas sem mencionar o Evangelho de João. As "Constituições Apostólicas" (II.24) fazem uma referência à passagem ("E quando os anciãos trouxeram perante Ele outra pecadora, deixando que Ele a sentenciasse, partiram, nosso Senhor, o Conhecedor dos corações, questionando-a sobre se os anciãos a haviam condenado e recebendo a resposta negativa, disse a ela: 'Siga teu caminho então, pois eu também não te condenarei'". O livro II é geralmente considerado como tendo sido escrito no século. O "Codex Fuldensis", de 546, contém a perícopa. A segunda epístola do papa Calisto (seção 6) traz uma citação que pode ser de João 8:11 — "Que ele garanta que não pecará mais, que a sentença do Evangelho resida em si: 'Vai, e não peques mais'". Porém, esta epístola cita obras do século VIII e sua autenticidade é contestada.
Quase todas as traduções modernas da Bíblia incluem a Perícopa da Adúltera, mas algumas preferem colocá-la entre chaves ou acrescentam notas sobre sua autenticidade (como em João 8:1–11 na Tradução Brasileira da Bíblia).